# Heinrich von Morungen

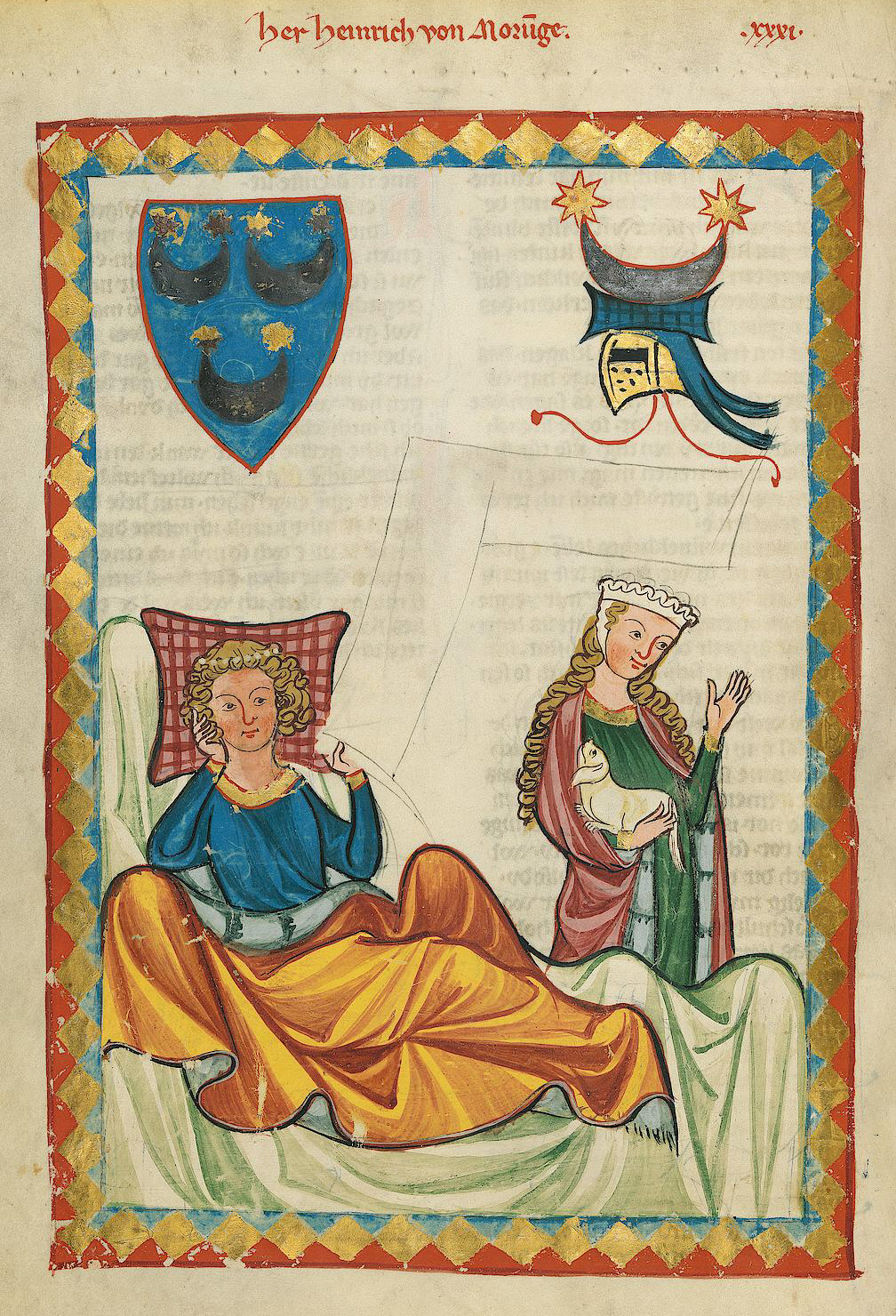
Herr Heinrich von Morungen (Codex Manesse, 1300-talet)

Heinrich von Morungen, död ca 1220 i Leipzig, var en betydande tysk minnesångare.

## Biografi
Genom hans sånger är det svårt att sluta sig till vilket liv han levde. Möjligen är han identisk med en Hendricus de Morungen som källor i Thüringen vittnar om. Denne Henricus tillhörde ett lägre ridderskap och stammade förmodligen från slottet Morungen i Sangerhausen i Sachsen-Anhalt.
Som 'före detta soldat' (miles emeritus) erhöll han för 'sina höga personliga bedrifter' (alta suae vitae merita) en pension från sin herre Dietrich, Markgraf von Meißen; en pension som han 1213 skrev över på Thomasklostret i Leipzig. 1217 anslöt han sig själv till klostret. Enligt källor från 1500-talet dog han 1222 efter en resa i Indien.
Under senmedeltiden förekom en ballad om "ädlingen Moringer" som överförts till Heinrich von Morungen och beskriver en förmodad avliden makes återvändande.

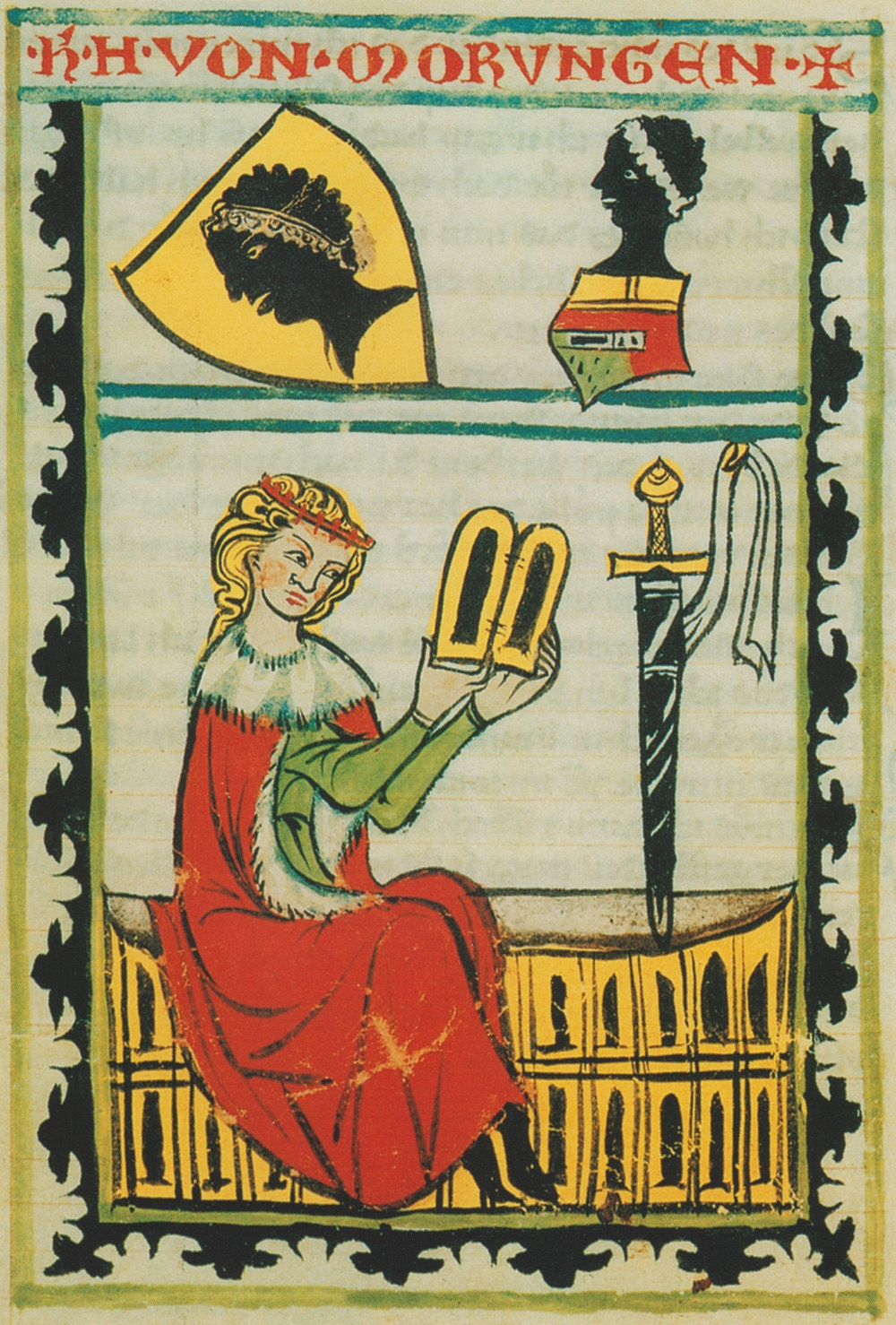
Heinrich von Morungen i Weingartner Liederhandschrift ur första häftet från 1300-talet.

## Verk
Det finns 35 bevarade Minnesånger med 115 strofer av Heinrich von Morungen, av vilka 104 finns i den stora samlingen Codex Manesse (Große Heidelberger Liederhandschrift) Inga melodier finns bevarade.
Morungen är en målande poet. I synnerhet innehåller texten bilder av ljus, såsom sol, måne, aftonstjärnan, guld, ädelstenar och spegel. Dessa använder han ofta för att beskriva den besjungna och prisade kvinnan.
Ett viktigt tema i hans verk är också den höviska kärlekens (medeltistyskans 'Minne') makt som är en magisk, sjukdomsframkallande, nästan dödlig kraft, men som också är en religiös och mystisk upplevelse.
I form och innehåll har dikterna influerats av den provensalska (occitanska) trubadurdiktningens daktylrytmer och rimflätning. Också motiv som annars är ovanliga i den tyska minnediktningen förekommer, som till exempel "kärlekstjänsternas avbrytande" ('Aufkündigung des Minnedienstes') (Sång XXVII, L141,37: Sî hât mich verwunt.) Roten till dessa motiv står att finna i den klassiska diktningen hos Ovidius (till exempel finns en syftning på den mytologiska gestalten Narcissus, bland annat bekant från Ovidius Metamorfoser, i Sång XXXII, L145,1: Mir ist geschehen als einem kindelîne ).
En nyskapelse av Morungen anses vara den så kallade Tagelied, men även här finns förebilder till exempel i den provecalska alban.